# Semomesia macaris
Semomesia macaris är en fjärilsart som beskrevs av William Chapman Hewitson 1858. Semomesia macaris ingår i släktet Semomesia och familjen Riodinidae. Inga underarter finns listade i Catalogue of Life.

## Bildgalleri

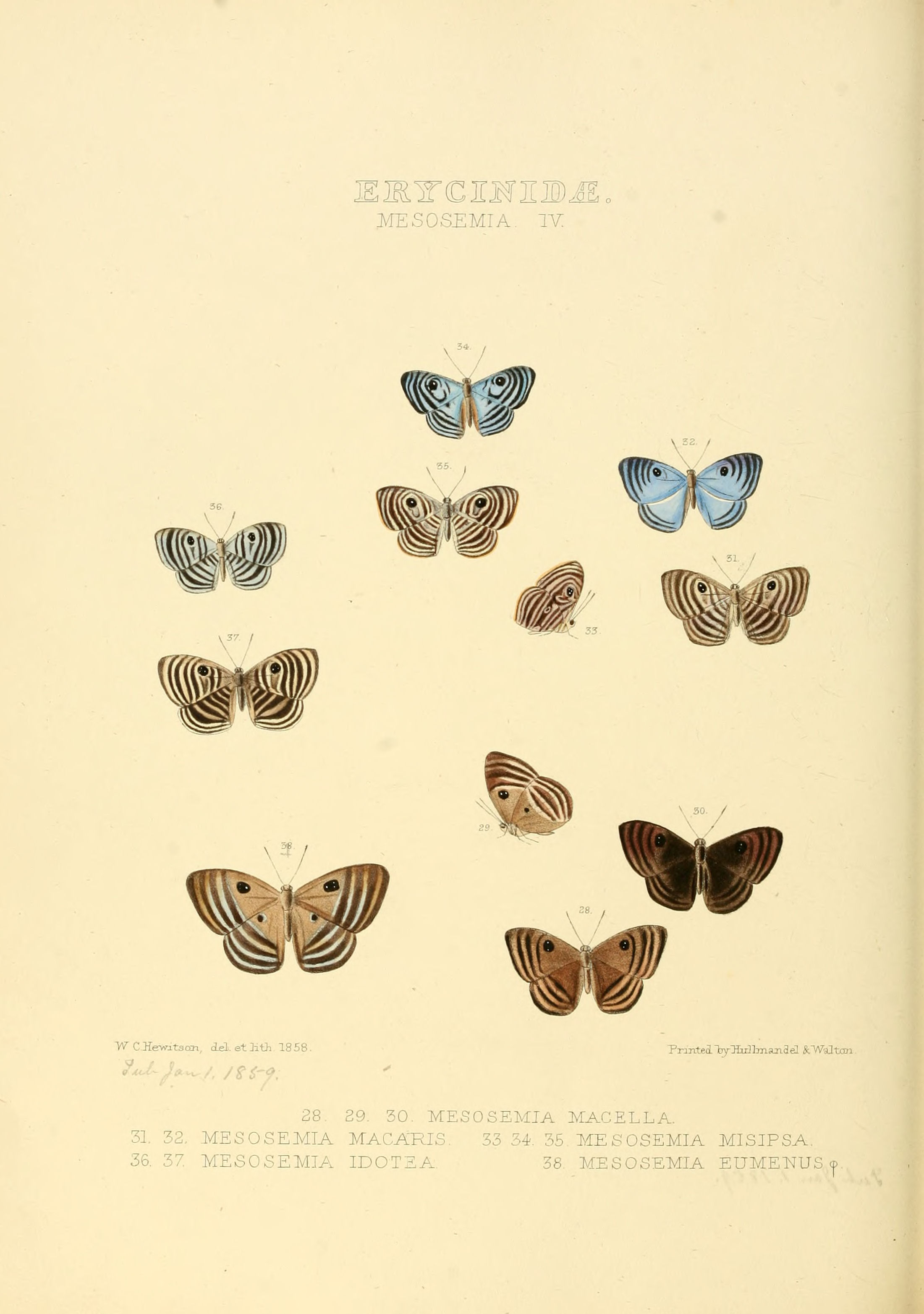